# Recuerda cuando
Recuerda cuando... fue un drama serial de Adolfo Marsillach de 9 episodios de 55 minutos emitido entre el 7 de octubre y el 12 de diciembre de 1987 en la Segunda Cadena de TVE los miércoles a las 23.15 horas. La realización corrió a cargo de José Antonio Páramo.

## El título
El título correcto es Recuerda cuando… Con puntos suspensivos. Así lo indican los títulos de crédito. Viene de la canción Remember When (1957) de The Platters, que sirve de banda sonora a la cabecera de la serie.

## Argumento
Marta (Tina Sáinz) y Andrés (Manuel Galiana) ha iniciado los trámites judiciales de divorcio y la división de bienes tras un tiempo de separación. Andrés propone un reparto de objetos comunes y sin demasiado valor material, aunque sí sentimental. Con este fin, tienen lugar una serie de encuentros en los que rememoran los tiempos vividos y las experiencias compartidas. A través de flashbacks en blanco y negro, se repasan veinte años de historia de España comprendidos entre 1968, fecha del mayo francés que también marca a la juventud española, y 1987. Aparecen episodios históricos como el asesinato de Carrero Blanco, la muerte de Franco, los procesos electorales o el Campeonato Mundial de Fútbol de 1982.

## Comentario
El origen de la serie fue un poco rocambolesco. Tina Sáinz y Manuel Galiana habían sido contratados para hacer la serie Media naranja (TVE, 1986), escrita por Rosa Montero. Por problemas burocráticos en TVE y compromisos de los actores, la serie fue imposible hacerla con ellos. TVE decidió entonces darles otra serie más adelante. Esa nueva producción se concretó cuando José María Calviño y los dos actores le piden a Marsillach que vuelva a TVE. Aunque en ese momento llevaba la Compañía Nacional de Teatro Clásico y tenía mucho trabajo, además de no encontrase “especialmente fértil”,  decide escribir una serie específicamente pensada para los dos actores, que ya habían trabajado en sus series. Fue, por lo tanto, un programa de su tercera etapa en TVE: la etapa socialista.
En cierto modo, la serie repite la idea de su obra teatral Yo me bajo en la próxima, ¿y usted? (1981), de gran éxito popular, donde una pareja repasa su pasado intentando averiguar por qué su matrimonio siempre estuvo abocado al fracaso.

Según Diario de Burgos, Marsillach no quedó nada contento con el resultado de Recuerda cuando… y TVE se pensó si emitirla, aunque finalmente Pilar Miró lo hace, pero, por primera vez, una serie de Marsillach se pasó por la Segunda Cadena.
Escribí una serie que se hizo cuando estaba Pilar Miró y de la que no tengo muy mal recuerdo, porque no la dirigí yo, la dirigió Páramo [los créditos dicen que la dirección es de Marsillach] y fue a mi juicio un desastre, y un día leo en el periódico que se va a estrenar Recuerda cuando que así se llamaba la serie, y llamé a Pilar Miró y le dije que yo no había visto nada y llamó a Pedro Amalio López y nos citó para que viésemos en Prado del Rey la serie y cuando vi aquel engendro la volví a increpar diciéndole que cómo se iba a emitir aquel engendro que estaba fatalmente realizado y fue cuando me contestó; “¿Pero tú has cobrado, no?” 
Y ABC escribía tras la emisión del último capítulo:
No parece que el autor se sienta satisfecho del trabajo que ha hecho Televisión Española. Recientemente Marsillach afirmaba que Pilar Miró ha cogido una serie que yo escribí para la tele del régimen de Calviño y la ha sepultado debajo de un sonido inaudible, una hora indecente y unos partidos de fútbol que varios miércoles se han encargado- sin previo aviso- de hacer desistir a los potenciales espectadores de contemplarla. Marsillach ha sido, simplemente, una de las víctimas de la programación malla de la Segunda Cadena de TVE, en la que cualquier espacio es susceptible de saltar a última hora si hay un acontecimiento deportivo que transmitir. 
En 1995, convencido de que los guiones eran buenos, pero la realización y la programación de la serie habían sido pésimas, convierte esos guiones en la obra Se vende ático y gana con ella el Premio Espasa de Humor.

## Localizaciones
La serie, rodada en formato video, se grabó en las localidades de Madrid y San Lorenzo de El Escorial.

## Reparto
Tina Sainz, Manuel Galiana, Fernando Guillén, Maite Blasco, Mercedes Lezcano, Amparo Baró, Ana María Barbany, Miguel Molina, José Vivó...

## Listado de episodios[7]
- El reencuentro (7-10-1987). Después de algún tiempo de separación física, Andrés (Manuel Galiana) y Marta (Tina Sainz) ultiman los trámites finales de su divorcio.  Hay buena relación entre ellos y Andrés propone que se reúnan para hacer una lista de objetos comunes y repartírselos. Son objetos sin demasiado valor material, aunque sí sentimental. En su primera reunión, un disco de Raimon los lleva a recordar el momento en que se conocieron y cómo él, supuestamente, robó el disco para ella.
- El amor (14-10-1987). Marta y Andrés tienen problemas con sus respectivas parejas por culpa de “El jueguecito”, nombre que sus nuevas parejas,  José Joaquín (Fernando Guillén) y Lola (Mercedes Lezcano), dan a los encuentros entre los recién divorciados para el reparto de objetos comunes. En esta ocasión, recuerdan que él fue detenido por la Guardia Civil por dormir juntos en un hotel sin estar casados y ella ser sospechosa de tener menos de 21 años.
- Las chicas (28-10-1987). Continúan los problemas de Marta y Andrés con sus respectivas parejas, Lola y José Joaquín, debido a los encuentros sucesivos entre estos. Un poncho los lleva a rememorar su pasado de jóvenes rebeldes y alternativos o, más bien, el pasado contestatario de ella.
- La trampa (11-11-1987). La madre de Lola (Amparo Baró) presiona para que su hija y Andrés se casen. Marta también quiere que José Joaquín, casado, se separe de su mujer y se case con ella. Este situación hace que Marta y Andrés recuerden cuando se fueron a vivir juntos sin estar casados. Marta tuvo que enfrentarse con su padre, que estaba dispuesto a regalarle un piso si se casaban. Finalmente, se fueron a vivir juntos a un piso clandestino y él fue arrestado por la policía secreta varios días por ir sin documentación y no poder decir dónde vivía.
- La soledad (18-11-1987). Al hacer el inventario de los objetos, surge el collar de un perro, un cachorro llamado Brandy, que Marta y Andrés tuvieron al inicio de su vida juntos. Andrés recuerda su pasado con Brandy y sus encuentros con un vecino (José Vivó) con el que paseaban juntos los perros. El vecino dice estar casado y tener hijos, pero, en realidad, su única compañía es su perro. Una noche muere de repente y Andrés descubre que vivía en absoluta soledad. Tiene que hacerse cargo del entierro y del perro. Cuando regresa a casa, Marta está celebrando con los amigos la muerte de Franco.
- El engaño (25-11-1987). José Joaquín cita a Andrés en una cafetería para que le cuente cosas de su relación con Marta y si hay alguna posibilidad de reconciliación entre ellos. Hablan de ella y Andrés recuerda la etapa en la que Marta estaba obsesionada con el físico, sometiendo su cuerpo al gimnasio y a dietas extravagantes. Un día cenan con unos amigos, Lola, amiga de Marta, y su pareja, un hombre casado. Este último comenta el éxito de José María Ruiz Mateos en los negocios y de Adolfo Suárez con la democracia y desaprueba la pornografía y el lesbianismo. Días despues, Lola rompe con ese hombre e inicia una relación con Andrés. Este, sintiéndose culpable, le regala a Marta un llavero de plata.
- El amante (2-12-1987). José Joaquín le cuenta a Marta la entrevista que ha tenido con Andrés y aprovecha la oportunidad para regalarle un llavero de oro. Marta le cuenta entonces la relación que mantuvo con un joven (Miguel Molina). Al mismo tiempo, continúan su relación Andrés y Lola. Un día ambos se confiesan sus relaciones extramatrimoniales. Deciden separarse. Es noche dimite Adolfo Suárez y poco después sucede el golpe del 23 de febrero.
- El accidente (9-12-1987). Marta se va de viaje y Andrés va a buscarla al aeropuerto. Ambos muestran la necesidad de dejar la lista, y con ella sus encuentros, ya que estos les crean conflictos con sus respectivas parejas. Recuerdan su vida tras la separación. En concreto, el día en el que Marta choca con el coche de José Joaquín y así se conocen e inician su relación. Por esa época, Felipe González gana las elecciones y acuden a una fiesta para celebrarlo. En ella, Marta conoce a la esposa de José Joaquín.
- El ático (16-12-1987). Marta decide no volver a ver a Andrés y rompe la lista con objetos de sus recuerdos. También le dice a José Joaquín que se separa de su mujer o lo dejan. Deciden buscar un lugar dónde vivir juntos. Los mismo hacen Andrés y Lola. Esta última quiere un ático. Ambas parejas coinciden en querer el mismo piso: el ático. Finalmente, Marta y José Joaquín se quedan con el inmueble y cada pareja comienza un nuevo camino, aunque ya hay indicios de que esta nueva relación tampoco irá bien.

## Visionado
RTVE